# Кастриз
Кастриз (енгл. Castries), главни је град острвске државе Света Луција. Град има око преко 20.000 становника. Кастриз су 1650. године основали Французи. Округ који носи исто име броји 61.341 становника (Податак од 22. маја 2001.) и простире се на површини од 80 km2 (31 sq mi).
Кастриз се налази на мелиоративном земљишту. У овом граду се налази седиште владе као и седишта многих страних и локалних предузећа. Урбанистички план града урађен је по хиподамовској шеми сличан граду као што је Њујорк, али у много мањим размерама. Његова заштићена лука прима теретњаке, трајекте и бродове за крстарења. Такође, у луци се налазе продавнице ослобођене царине. Многобројни ресторани у граду нуде јеловнике од домаће хране до кинеске. Супермаркети и остале продавнице такође снабдевају град. Град има добар систем градског превоза као и такси услуга.
Главна пошта Свете Луције се налази у Кастризу. Већи део државе не користи стандардне називе улица па се пошиљке углавном шаљу на поштански фаx. Било која пошиљка која нема име града одлази у пошту у Кастриз. Кастриз је родно место Артура Луиса, добитника Нобелове меморијалне награде из економије 1979.
Градска лука важи за једну од најбољих лука на Антилима. Близу града налази се Аеродром Џорџ Чарлс.

## Историја
Кастриз су основали Французи 1650. године као ‘Царéнаге’ (у преводу сигурно упориште), 1756 је промењено име у Шарл Ежен Габријел де ла Кроа, по командиру француског експедицијског одреда на Корзику те године. 1651 години је постојало насеље у луци Виги које је напуштено због разорног урагана, који се догодио 1780. године.
У периоду 1803-1844 Британија је од Кастриза направила главну бродску луку и саградила утврђења на планини Морне Фортуне која надгледа ову значајну луку. Од 1844, Кастриз бројао око 4 000 становника. До краја века је постао главна станица за утовар угља, јер је то била једина лука на Карибима која је могла да опслужује Британску Краљевску морнарицу.
Током Другог светског рата, немачка подморница је упловила у луку и потопила два савезничка брода. Кастриз је био обновљен више пута, после великих пожара 1796 и 1813. године, а посебно 19. јуна 1948. године.‍:275

## Становништво
| Година       |
| Становништво |
| ------------ |

## Привреда

### Туризам
Кастриз има луку посебно уређену за пристајање крузера. Крузери пристају у Појнт Серафину на северном делу луке где је тржни центар бесцаринске робе. Такси услуге су одмах доступне да одведу посетиоце на туре по осталом делу земље или града. Водени такси одводи путнике до града. Највише хотела, апартмана и ресторана су близу Кастриза и острвских главних градова Грос Иле, Суфријер и Родни беј. Град има три туристичке управе, једна од којих је на аеродрому. Постоје такође многобројне продавнице бесцаринске робе у граду и неколико ресторана и других објеката као што су Бургер кинг, Домионес и КФЦ.
Знаменитости у Кастризу су катедрала Базилица безгрешне концепције, трг Дерека Волкота (у част добитника Нобелове награде Дерека Волкота, док је првобитно назив гласио Колумбов трг), градска библиотека, парламент, тврђава Шарлот на врху Морне Фортуне (висока 845 стопа). Плаже највише привлаче туристе у Свету Луцију и постоји неколико плажа у близини Кастриза.

### Саобраћај
Кастриз опслужује аеродром Џорџ Чарлс такође познат као аеродром Виги. Путници на дужим летовима стижу у Хеванора међународни аеродром који се налази близу тврђаве Вје. Вожња од Хјуанора и Кастриза може да потраје и до сат и по. Хеликоптери између два аеродрома скраћују време путовања.
Трајекти плове од Кастриза до Форт-де-Франс, Мартиник. Јахте такође могу да пристану у Кастризу, али морају да прођу царинску контролу. Када је царинска зона попуњена, јахте морају да се усидре у део пристаништа где се налази карантин да чекају и оне које то не учине бивају кажњене. Касније, могу да се усидре испред града Кастри или Виги Крик.
Стандардне аутобуске линије возе од Кастриза до свих забачених округа на острву. Ови аутобуси имају зелене регистарске таблице које почињу са М, на пример М546. Ови аутобуси стају на одређеним местима да укрцају путнике. Предњи део ових аутобуса има обележје да је то маршрута, светлуцави знак који означава на који део острва аутобус вози. Да би се стигло до осталих делова острва, може се користити такси услуга или аутобуси који имају плаве таблице. Приватни мини бусеви нуде превоз од станица и могу се зауставити на путу.

## Политичке институције
Поред тога што је главни град Свете Луције, у Кастризу је седиште секретаријата Организација источних карипских држава. У Кастризу се такође налази штаб Источног карипског врховног суда.
У октобру 2008, основана је Америчка комора трговине Света Луција. Оснивање коморе је подржано од стране амбасаде Сједињених Америчких Држава на Барбадосу.
Велики број међународних амбасада и конзулата имају седишта у Кастризу. То су следеће: Организација америчких држава, Британски високи комесаријат, Амбасада Мексика, Амбасада Републике Кине (Тајван) (у Роднеy Баy), Конзулат Доминиканске Републике, Амбасада Француске, Италијански вицеконзулат, Конзулат Јамајке, Конзулат Холандије, Конзулат Норвешке, Амбасада Венецуеле.

## Партнерски градови
- Тајпеј